# Rue des Ponts-de-Comines
Pour les articles homonymes, voir Rue des Ponts.
La rue des Ponts-de-Comines est une rue de Lille, dans le Nord, en France. 

## Situation et accès

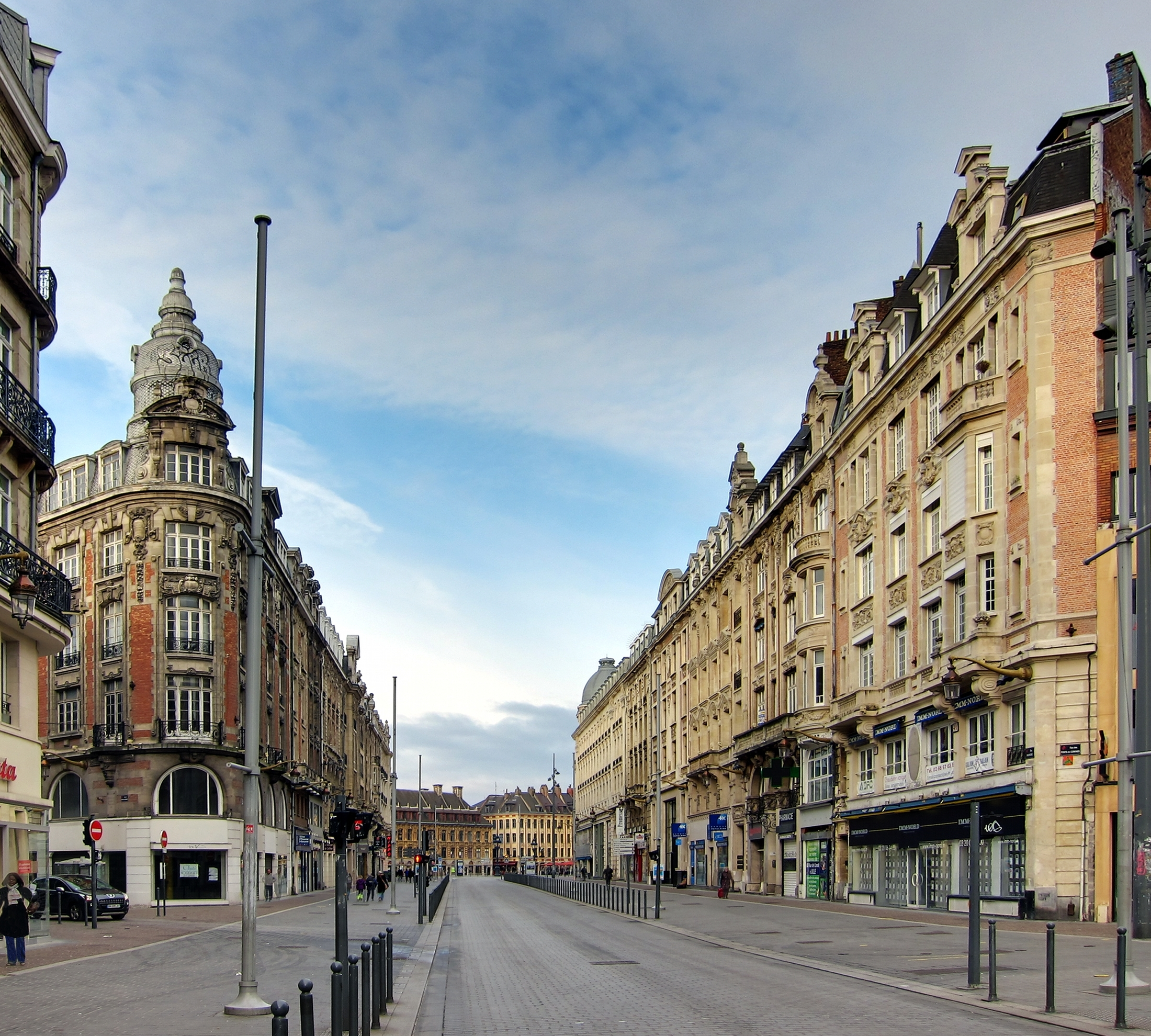
Carrefour de la rue Faidherbe avec la rue des Ponts-de-Comines.

Cette voie du quartier de Lille-Centre, dans l'ancienne paroisse Saint-Maurice, qui donne sur la place des Reignaux, relie la rue de Roubaix à la rue Pierre-Mauroy en coupant la rue Faidherbe en son milieu. La rue des Ponts-de-Comines est accessible depuis le métro, via la première ligne en sortant à la station Gare Lille-Flandres. Elle est également accessible depuis la gare de Lille-Flandres.
C'est une rue assez commerçante de l'hyper-centre de Lille, à proximité immédiate des zones de chalandise de la rue Pierre Mauroy et de la rue Faidherbe. Un cinéma y est implanté.

## Origine du nom
La « rue des Ponts-de-Comines » doit son nom aux Ponts-de-Comines situés à proximité.

## Historique

### Moyen-Âge
La rue est située en bordure de l'ancien canal des Ponts-de-Comines à l'emplacement du fossé d'une enceinte du début du XIIe siècle qui englobait le forum (paroisse Saint-Étienne autour de l'actuelle Grand-Place), laissant à l'extérieur de la ville « Fins », un des noyaux originels de Lille autour de l'église Saint-Maurice, attesté en 875, également mentionné par la Charte de dotation de la Collégiale Saint-Pierre de 1066.
La partie est de cette enceinte longée par des fossés qui seront un ensemble de canaux intérieurs restera la limite entre les paroisses Saint-Étienne et Saint-Maurice. 
Deux axes routiers traversaient cette enceinte et enjambaient son fossé devenu le canal des Ponts-de-Comines après la suppression de cette fortification du début du XIIe siècle remplacée par un nouveau rempart à la fin  du XIIIe siècle après les destructions du siège de 1213 pour englober les paroisses Saint-Maurice et Saint-Sauveur).  
- La rue de la Cordwannerie, actuelle rue Pierre-Mauroy, par le pont de Fins pour rejoindre la rue Grande-Chaussée, une des deux voies du forum avec la rue Esquermoise, prolongée par l'actuelle rue de la Monnaie, axe du castrum, éléments cités par la Charte de 1066.
- À l'autre extrémité, une voie dans l'axe de la rue de Tournai se prolongeant à l'intérieur de la ville par la rue des Arts (Lille). Ce passage aurait été protégé par le fort des Reignaux détruit lors du siège de 1213[1]  .

Ce canal qui longeait la rue était enjambé par une série de ponceaux donnant accès aux maisons en bordure de la rive est.
Il se prolongeait, en amont vers la Haute-Deûle, par le canal de la rue de Paris, en aval vers la Basse Deûle, par le canal de la rue de la Quenette qui  débouchait sur le canal des Sœurs Noires.
Le canal est progressivement recouvert mais il restait encore des parties à l'air libre en 1857.      

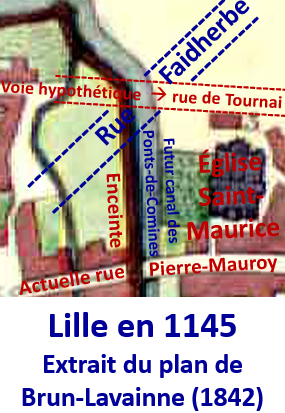
Site de la rue des ponts de Comines en 1145
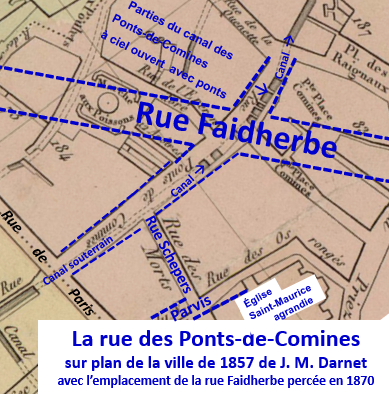
Rue des ponts de Comines en 1857 avec l’emplacement de la rue Faidherbe

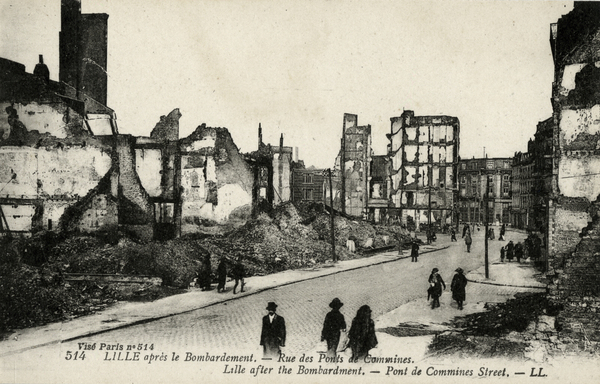
Rue des Ponts de Comines détruite après le siège de 1914.

### 1870
Le percement en 1870 de la rue de la Gare, actuelle rue Faidherbe, entraine la destruction d'une partie du quartier environnant autour des places de Comines à l'est, du marché aux poissons à l'ouest, la couverture du canal, l'élargissement de la rue et la suppression de plusieurs voies qui y débouchaient : grande place de Comines, rue de l'Éperon doré, rue des douze apôtres, passage des douze apôtres.

### Première guerre mondiale
La rue est presque totalement détruite par les bombardements  du siège de Lille d'octobre 1914. Elle est reconstruite au cours des années 1920 dans l'esprit architectural de la création de la rue Faidherbe et des voies environnantes en 1869-1870 ou dans un style néo-flamand.

## Bâtiments remarquables et lieux de mémoire
- 1924 : immeuble au no 19, par l'architecte lillois Maurice Batteur, primé Wicar.